# روسي ميترماير
روزماري ميترماير نيويروثر (بالألمانية: Rosemarie "Rosi" Mittermaier-Neureuther) هي متزلجة على منحدرات ثلجية ألمانية معتزلة ولدت في يوم 5 أغسطس 1950 في بلدة ريت إم فينكلفي بافاريا في ألمانيا، أبرز إنجازاتها هو فوزها بالميدالية الذهبية في دورة الألعاب الأولمبية الشتوية 1976 في إنسبروك في النمسا في الداونهيل و السلالوم وبالميدالية الفضية في الجاينت سلالوم.

## روابط خارجية
- روسي ميترماير على موقع IMDb (الإنجليزية)
- روسي ميترماير على موقع الموسوعة البريطانية (الإنجليزية)
- روسي ميترماير على موقع مونزينجر (الألمانية)
- روسي ميترماير على موقع ميوزك برينز (الإنجليزية)
- روسي ميترماير على موقع ديسكوغز (الإنجليزية)
- روسي ميترماير على موقع الاتحاد الدولي للتزلج (التزلج على المنحدرات الثلجية) (الإنجليزية)
- روسي ميترماير على موقع اللجنة الأولمبية الدولية (الإنجليزية)
- روسي ميترماير على موقع أوليمبيديا (الإنجليزية)